# Santiago Tafall Abad
Santiago Tafall Abad (1858-1930) fou un organista, mestre de capella i musicògraf de Santiago de Compostel·la.

## Biografia
Era fill de l'organista lleidatà Marià Tafall, que s'havia traslladat a Santiago amb la seva família el 1855.
No consta que hagi sigut nen de cor de la catedral de Santiago de Compostel·la però en el seu discurs d'ingrés en l'Academia Gallega va dir que havia estat educat musicalment des de la infància a l'ombra de la catedral compostel·lana. Al 1874 es va matricular a la Facultat de Dret de la Universitat; després de cursar un sol any va abandonar la carrera per ingressar al seminari. Durant la seva joventut va formar part en la vida musical de la ciutat. El 21 de desembre de 1873 va donar un concert de violí acompanyat al piano de la seva germana Esperanza, que aleshores tenia 18 anys. El 8 d'octubre de 1874 va fer la seva representació oficial del quartet de corda que havia fundat el violinista primer de la catedral Hilario Courtier, al Teatre Principal; Tafall tocava el violoncel. A més a més de les habituals composcions de moda, van interpretar un quartet de Haydn, al qual el reporter de El Diario de Santiago (9/12/1874) anomenà "un músic quasi desconegut en Santiago". Els mateixos artistes van inaugurar en el cafè Espanyol (7/2/1875) una sèrie de sessions de "café-concert" que tingueren gran influència en la ciutat.
La primera notícia que es coneix de les seves activitats en la catedral correspon al moment en què va demanar al Cabildo (8/12/1873) que se li considerés i se li pagués com a individu de la capella de música. El Cabildo va acordar que només guanyaria la meitat de l'haver "com li correspon als altres individus de la capella", el qual significa que feia poc temps que havia entrat com a membre de la capella com a interí o suplent. Això de no cobrar més que la meitat era degut a les dificultats econòmiques en que es desenvolupava la catedral en aquella època. La plaça que tenia Tafall era de "violí segon meritori" que el 30 d'octubre va aconseguir com a propietat. En poc temps va passar a ser el primer violí, per malaltia del titular, i quan aquest morí el Cabildo va acordar "que Don Santiago Tafall seguís ocupant en la capella de música el lloc que té en l'actualitat, el més immediat al del primer violí Hilario Courtier, amb el sou que avui està senyalat" (13/4/1878). En quedar vacant el benefici d'organista, per promoció del seu germà Rafael a beneficiat de gràcia, i després d'un període en què no es va poder cobrir la plaça, es convocaren oposicions, a les quals es presentaren tres aspirants, un dels quals era ell; en la votació (16/2/1881), va tenir vint vots, Manuel Fernández Alonso en va tenir quatre i el tercer aspirant cap. Per tant, va quedar nomenat Tafall qui va prendre possessió del benefici el mateix 22 del mes.
Sempre va destacar entre els altres músics, de tal forma que, en 1892, per estar malalt el beneficiari tenor i no haver-hi mestre de capella, acordà el Cabildo que ell dirigiria la capella. Igualment, li encarregà alguna vegada la recerca de possibles nens de cor, inclús fora de Santiago. En el 1895 va fer oposició al càrrec de mestre de capella de la catedral; els seus exercicis devien ser tan brillants, i la seva reputació tan notable, que va ser nomenat "mestre de capella" per "aclamació" (9/3/1895) prenent possessió del benefici l'endemà. Només va estar tres anys com a mestre de capella; el 27 de setembre de 1898 es va adonar en cabildo d'una comunicació que lo havia arribat del senyor arquebisbe participant que Santiago Tafall havia pres possessió d'una capellania dels Reis Catòlics a Granada. El 16 de novembre del mateix any es va adonar de que el "capellà de Reis de Granada", havia sigut nomenat pel rei canonge de la catedral de Santiago. Va seguir en aquell càrrec fins a la seva mort. El Cabildo va acordar que constes en el AC del mateix dia de la seva mort (10/10/1930) "el sentiment de la Corporació per la pèrdua de tan distingit membre de la mateixa, que, a més de la seva brillant actuació com a mestre de capella, ha revelat en tot moment el seu amor a la nostra capella amb quantiosos donatius i últimament la entrega del seu valuós arxiu de música".
Els nombrosos escrits seus que va publicar demostren els seus amplis coneixements, el seu depurat estil literari i un equilibri de judici molt notable. Com a compositor, Tafall es va debatre en la mateixa incertesa en que es van veure embolicats altres mestres de la seva època; entre la tradició catedralícia espanyola, que considerava la orquestra element essencial de les solemnitats litúrgiques, i les idees purificadores que havien anant prenent cos en la segona meitat del s. XIX i van culminar amb el Motu Propi de Pius X el 1903. Quasi totes les seves composicions incloïen la orquestra; però també el nou esperit litúrgic de puresa i austeritat, derivats de la polifonia clàssica i el cant gregorià. Té també la sèrie completa de lamentacions i responsoris de la Setmana Santa (dijous i divendres) a cappella, segon el nou esperit litúrgic, a part de les composicions del Codice Calixtino, llavors recentment descobert.
A Tafall se li deu l'ambient que destacava a Santiago quan, el 1897, el capítol acordà, amb ocasió de l'Any Sant, crear un premi de composició per a una missa a 4 veus amb instruments, però que també "havia d'adaptar-se al gènere de música i condicions prescrites per la Sagrada Congregació de Ritus, en el seu reglament de música religiosa".
El 1917 va ser el primer musicòleg que va fer un estudi musical i transcripció de les Cantigas de Martin Codax que es troben al pergamí Vindel, descobert el 1914.